# باباحيدر
باباحيدر (بالفارسية: باباحیدر) هي مدينة تقع بمحافظة تشهارمحال وبختیاري في إيران وفي البلدة المركزية. يقدر عدد سكانها بـ 10,922 نسمة.